# Michał Zwierzykowski
Michał Zwierzykowski (ur. 1974 w Poznaniu) – polski historyk. Specjalizuje się w dziejach nowożytnych Polski, zwłaszcza w czasach saskich. Zatrudniony na Wydziale Historii UAM, na stanowisku profesora w Zakładzie Historii Nowożytnej do XVIII wieku, którym kierował w latach 2014-2020. Od 2012 r. członek Rady Naukowej oraz Komitetu Redakcyjnego Polskiego Słownika Biograficznego. W latach 2013-2019 Prezes Oddziału Poznańskiego  Polskiego Towarzystwa Historycznego. Od 2022 r. Prezes Polskiego Towarzystwa Badań nad Wiekiem Osiemnastym.

## Życiorys
Profesor nauk humanistycznych od 28 września 2020 r. (Profesor UAM od 2014 roku, habilitacja w 2011 roku), studia na UAM (magisterskie: 1993–1998, doktoranckie: 1998–2002), zajmuje się historią Polski nowożytnej XVI–XVIII wieku, ze szczególnym uwzględnieniem historii ustroju Rzeczypospolitej szlacheckiej i dziejów parlamentaryzmu staropolskiego.  Członek Polskiego Towarzystwa Historycznego (od 1999 r., członek zarządu, skarbnik, a w latach 2013-2019 Prezes Oddziału Poznańskiego PTH, członek Zarządu Głównego PTH w kadencjach 2007–2009, 2009–2012, 2012–2014, 2015–2018, 2022-2025, w latach 2018-2022 Zastępca Sekretarza Generalnego PTH), członek Stowarzyszenia Archiwistów Polskich (w latach 1995-2021), członek Zarządu Głównego, Sekretarz Generalny w kadencjach 2008-2012 i 2012-2016, Skarbnik w kadencji 2016-2020, od 2022 r. Prezes Polskiego Towarzystwa Badań nad Wiekiem Osiemnastym, członek Komisji Historycznej Poznańskiego Towarzystwa Przyjaciół Nauk (od 2009 r.). Członek International Commission for the History of Representative and Parliamentary Institutions (od 2009 r.).

## Twórczość
- Komisja Skarbowa Poznańska. Z dziejów sejmikowej administracji i sądownictwa skarbowego w Wielkopolsce w XVII i XVIII wieku (Wydawnictwo Poznańskie, 2003) opartej na pracy doktorskiej pod kierunkiem Jana Jurkiewicza),
- Samorząd sejmikowy województw poznańskiego i kaliskiego w latach 1696–1732 (Wydawnictwo Poznańskie, 2010),
- Akta sejmikowe województw poznańskiego i kaliskiego. Lata 1696–1732 (Wydawnictwo Poznańskie, 2008),
- Akta sejmikowe województw poznańskiego i kaliskiego. Lata 1733–1763 (Wydawnictwo DiG, 2015),
- z Robertem Kołodziejem z Uniwersytetu Wrocławskiego opublikował Bibliografię parlamentaryzmu Rzeczypospolitej szlacheckiej (Wydawnictwo Poznańskie, 2012).
- z Robertem Kołodziejem i Andrzejem Kamieńskim wydał kolejne dwa tomy edycji Akta sejmikowe województw poznańskiego i kaliskiego za lata 1668-1675 i 1676-1695 (Wydawnictwo Naukowe UAM, 2018).
- z Grzegorzem Glabiszem, Z dziejów wojny o sukcesję polską. Listy Wielkopolan do Jana Tarły wojewody Lubelskiego z lat 1734-1735 (Instytut Historii UAM, 2018).
- jest redaktorem i współautorem pierwszej, wieloautorskiej monografii Sejmu Niemego 1717 r. Sejm Niemy. Między mitem a reformą państwa (Wydawnictwo Sejmowe, 2019).
- z Robertem Kołodziejem Akta sejmikowe województwa bełskiego. Lata 1572-1655 (Wydawnictwo Księgarnia Akademicka, 2020).
- z Robertem Kołodziejem, Akta sejmikowe województwa bełskiego. Lata 1696-1772 (1792) (Wydawnictwo Księgarnia Akademicka, 2021).
- z Robertem Kołodziejem i Andrzejem Kamieńskim, Akta sejmikowe województwa bełskiego. Lata 1656-1695 (Wydawnictwo Księgarnia Akademicka, 2022).
- z Igorem Kraszewskim i Robertem Kołodziejem, przy współpracy Andrzeja Kamieńskiego, Akta sejmikowe województw poznańskiego i kaliskiego. Lata 1632-1655 (Wydawnictwo FNCE)
- z Igorem Kraszewskim, Robertem Kołodziejem i Andrzejem Kamieńskim, Akta sejmikowe województw poznańskiego i kaliskiego. Lata 1656-1668 (Wydawnictwo FNCE)

## Nagrody i odznaczenia
- Stypendysta Fundacji na rzecz Nauki Polskiej, Fundacji Kulczyków, Rady Miasta Poznania oraz Open Society Foundation.
- Za rozprawę doktorską nagrodzony Nagrodą Prezesa Rady Ministrów oraz Nagrodą Rektora III stopnia.
- W 2009 r. nagrodzony Indywidualną Nagrodą Ministra Nauki i Szkolnictwa Wyższego II stopnia za wybitne osiągnięcia naukowe.
- W 2011 r. nagrodzony Nagrodą Rektora II stopnia za wybitne osiągnięcia naukowe
- w 2013 odznaczony przez Prezydenta RP Medalem Brązowym za długoletnią służbę
- W 2016 r. otrzymał I nagrodę w Konkursie Studiów Źródłoznawczych im. S.K. Kuczyńskiego za edycję źródłową akt sejmikowych za lata 1733-1763.
- W 2022 r. wspólnie z Robertem Kołodziejem otrzymał III nagrodę w Konkursie Studiów Źródłoznawczych im. S.K. Kuczyńskiego za edycję źródłową akt sejmikowych województwa bełskiego 1696-1772.
- W 2023 r. odznaczony przez Ministra Edukacji i Nauki Medalem Komisji Edukacji Narodowej
- W latach 2023 i 2024 uzyskał stypendia Fundacji Lanckorońskich na kwerendy w Archiwum Apostolskim w Watykanie